# Droga czerwienno-rdzeniowa
Droga czerwienno-rdzeniowa, pęczek czerwienno-rdzeniowy, pęczek Monakowa (łac. tractus rubrospinalis) – pasmo istoty białej, stanowiące boczną część układu pozapiramidowego. 
Rozpoczyna się w śródmózgowiu w jądrze czerwiennym, przechodzi na drugą stronę i biegnie w bocznej części nakrywki pnia mózgu. W rdzeniu kręgowym biegnie w sznurze bocznym, razem z pęczkiem korowo-rdzeniowym bocznym, do przodu od niego.
Rola tej drogi polega na kontrolowaniu napięcia mięśni zginaczy.
Opisał go jako pierwszy rosyjsko-szwajcarski neuroanatom Constantin von Monakow.